# Edward Chaytor
Edward Chaytor vezérőrnagy (1859. június 21. – 1939. június 15.), új-zélandi katonatiszt, a második búr háborúban és az első világháború alatt az új-zélandi különítmény parancsnoka volt.

## Élete

### Ifjúkora
Motueka településen született, apja John Clervaux Chaytor, anyja Emma Fearon volt. 1886-ban csatlakozott a Marlborough Hussars nevű, önkéntesekből álló lovasegységhez, és két éven belül előléptették hadnagynak. 1892-ben pedig előléptették századossá.

### Katonai szolgálata
1899 októberében önkéntesnek jelentkezett a második búr háborúban az angolokat támogató új-zélandi csapatokhoz. A búr háborúban alezredesként szolgált a 3. különítménynél (1900) és részt vett Johannesburg ostromában. 1901 áprilisában rövid időre visszatért Új-Zélandba, de 1902 januárjában ismét önkéntesnek jelentkezett a 8. új-zélandi különítménynél.
A búr háborúban kivívta felettesei elismerését is és a háború után, 1902 szeptemberében felkérték, hogy csatlakozzon Új-Zéland állandó hadseregéhez. 1906-ban sikeresen felvételizett a brit vezérkari akadémiára és ő volt az első új-zélandi, aki elvégezte ezt az iskolát. Ezt követően előbb a katonai oktatási és kiképzési intézmények igazgatója lett, majd a wellingtoni katonai körzet parancsnoka.
1914. augusztus 5-én Új-Zéland is belépett az első világháborúba és Chaytor fontos szerepet játszott az új-zélandi expedíciós erők tevékenységében. Első lépésként csapataival elfoglalta a német fennhatóság alatt álló Szamoa szigetét, majd részt vett az új-zélandi expedíciós erő (New Zealand Expeditionary Force, NZEF) felkészítésében Sir Alexander Godley vezérőrnagy parancsnoksága alatt.
Az elsők között volt, aki az ANZAC csapatokkal partra szállt Gallipoli-nál 1915. április 25-én, de május 16-án megsebesült és egy londoni kórházba szállították. Augusztusban visszatért a frontra, ahol vezérőrnaggyá léptették elő és a New Zealand Mounted Rifles Brigade alakulat parancsnokává nevezték ki, amely a brit vezetésű Egyptian Expeditionary Force része volt. Chaytor részt vett a Sínai-félszigeten és Palesztinában vívott harcokban is. 1916-ban személyesen derítette fel a török állásokat egy repülőgép fedélzetéről.
1917-ben átvette az ausztrál-új-zélandi ANZAC Lovashadosztály („Anzac Mounted Division”) parancsnokságát. A rafai csatában figyelmen kívül hagyta Philip Chetwode visszavonulásra felszólító parancsát és hadosztályával elfoglalta a várost. 1918-ban a parancsnoksága alá tartozó csapatok elfoglalták a jordániai Ammán városát.
1919-ben tért vissza hazájába, ahol az új-zélandi fegyveres erők legfelsőbb parancsnokává nevezték ki. Irányítása alatt került sor a haderő nagyszabású reformjára, amelyet a háború utáni kiábrándultság és a költségvetési megszorítások lényegesen megnehezítettek.

### További élete
1924-ben leszerelt a hadseregtől és családjával Nagy-Britanniában telepedett le. 1939-ben Londonban, kensingtoni házában halt meg.

## Fordítás
- Ez a szócikk részben vagy egészben  az   Edward Chaytor című angol Wikipédia-szócikk fordításán alapul.  Az eredeti cikk szerkesztőit annak laptörténete sorolja fel. Ez a jelzés csupán a megfogalmazás eredetét és a szerzői jogokat jelzi, nem szolgál a cikkben szereplő információk forrásmegjelöléseként.

## Külső hivatkozások
- Életrajza angolul
- 1914-ben készült fényképen, amely az ausztrál és új-zélandi hadosztályok tisztjeit ábrázolja Egyiptomban